# 札幌ら〜めん共和国
札幌ら〜めん共和国（さっぽろラーメンきょうわこく）は、かつてJR北海道札幌駅前の商業施設「札幌エスタ」10階レストラン街に存在した、ラーメンフードテーマパーク。施設の総合プロデュースはナムコの企画設計集団「チームナンジャ」、企画監修はフードジャーナリストのはんつ遠藤が担当。運営は、札幌駅総合開発株式会社が行っていた。
2004年10月1日にオープン。2023年8月31日、札幌エスタ閉館と共に営業を終了した。

## 概要

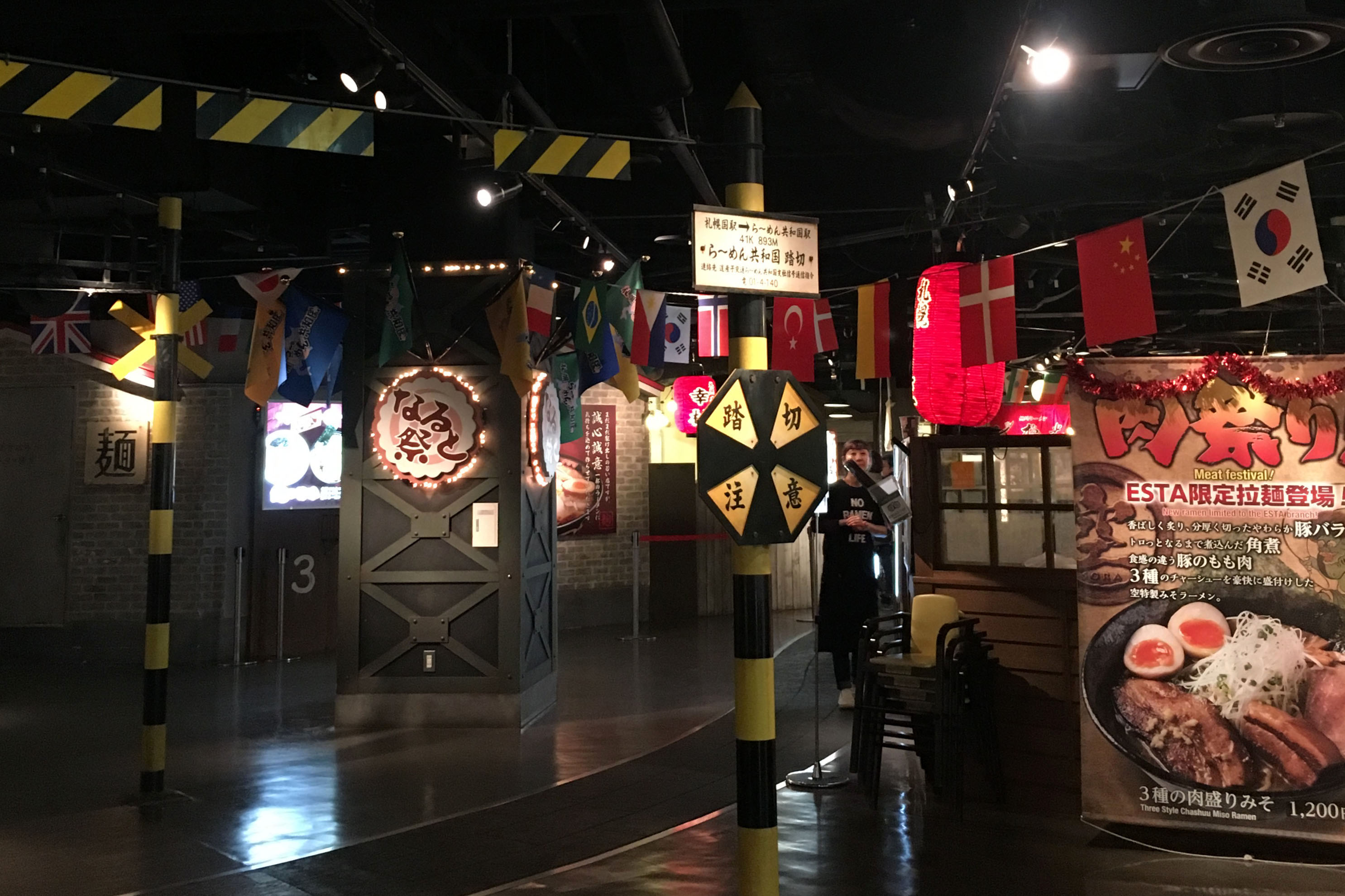
内部

昭和30年代前半頃の古い商店街をモチーフにした作りとなっており、ラーメン店8店と土産店1店で構成される。ラーメン店は北海道内各地で営業している店が支店として出店し、不定期（6か月〜2年の期間）で入れ替えが行われ、オープン以来、2012年12月現在までに延べ40以上の店舗が出店している。2009年10月、神奈川県の「なんつッ亭」が進出。初めて北海道外のラーメン店に門戸を開いた。
2014年10月1日、建国10周年を記念して杉村太蔵が「国王」に就任した。同年8月末現在、同共和国の入場者数は10年間で1200万人、提供ラーメン数1000万杯を超えたという。
北海道新幹線札幌延伸に伴う札幌駅前の再開発により、2023年8月に札幌エスタが閉館となるのに合わせ、本施設も閉店することとなった。本施設自体の移転等は行わないが、閉店時の出店店舗の一部は近隣へと移転する。

### 出店店舗
2023年8月31日閉店時
- 札幌 - 麺処 白樺山荘
- 札幌 - 札幌 みその
- 函館 - 函館麺厨房 あじさい
- 札幌 - らーめん 吉山商店
- 小樽 - 初代（かつて2007年4月 - 2009年9月に出店していた。再出店）
- 札幌 - ラーメン 空（そら）
- 札幌 - 札幌真麺処 幸村
- 旭川 - 元祖旭川ラーメン 梅光軒
- 札幌ら〜めん開拓舎（土産店）

### 卒業店（かつて出店していた店舗）
- 根室 - しげちゃんラーメン（2004年10月 - 2005年6月）
- 帯広 - らーめん みすず（2004年10月 - 2005年9月）
- 札幌 - 麺家 風（2004年10月 - 2005年9月）
- 函館 - らーめん家本舗 ずん・どう（2004年10月 - 2005年9月）
- 札幌 - らーめん山桜桃（2004年10月 - 2005年9月）
- 旭川 - 旭川らぅめん 青葉（2004年10月 - 2005年9月）
- 札幌 - 麺屋三四郎 風新（2005年10月 - 2006年3月）
- 中標津 - ラーメン 丸福（2005年10月 - 2006年6月）
- 遠軽 - 遠軽 とらや食堂（2005年7月 - 2006年7月）
- 釧路 - 釧路ラーメン 河むら（2004年10月 - 2006年9月）
- 旭川 - らーめん 鳶亭（2005年10月 - 2006年9月）
- 函館 - 函館麺厨房 あじさい（2004年10月 - 2007年4月）
- 弟子屈 - 弟子屈ラーメン（2006年7月 - 2007年4月）
- 石狩 - 麺や 雅（2005年10月 - 2007年9月）
- 札幌 - 麺屋chichi（2006年3月 - 2007年9月）
- 釧路 - 釧路らーめん (美) 春鶴（2006年10月 - 2007年9月）
- 札幌 - 三角山 (中) 五衛門ラーメン（2006年10月 - 2007年9月）
- 釧路 - 塩屋ゆうじろう（2007年10月 - 2008年4月）
- 函館 - 函館塩ラーメン専門店 えん楽（2007年4月 - 2008年9月）
- 苫小牧 - 元祖カレーラーメン 苫小牧味の大王（2007年10月 - 2008年9月）
- 富良野 - 富良野とみ川（2007年10月 - 2009年4月）
- 小樽 - 初代（2007年4月 - 2009年9月）
- 森 - ラーメン次郎長（2008年10月 - 2009年9月）
- 美深 - ぴうからーめん（2008年10月 - 2009年9月）
- 札幌 - あら焚き豚骨あらとん（2009年4月 - 2009年9月）
- 札幌 - らーめん 山桜桃（2009年10月 - 2010年9月）
- 札幌 - つけめん Shin.（2009年10月 - 2010年9月）
- 神奈川 - なんつッ亭（2009年10月 - 2011年3月）
- 札幌 - 札幌味噌ラーメン専門店 けやき（2007年10月 - 2011年9月）
- 紋別 - らーめん 西や（2010年10月 - 2011年9月）
- 東京 - けいすけ（2011年4月 - 2012年3月）
- 長万部 - 浜チャンポン 長万部三八飯店（2011年10月 - 2012年9月）
- 東京 - せたが屋（2012年4月 - 2012年10月）
- 東京 - ひるがお（2012年10月 - 2013年3月）
- 江別 - らぁめん銀波露（2011年10月 - 2013年9月）
- 札幌 - 拉麺 Shin.（2012年10月 - 2013年9月）
- 神奈川 - なんつッ亭（2009年10月 - 2011年3月、2013年4月 - 2014年3月）
- 札幌 - さっぽろ大心（2008年4月 - 2014年3月）
- 札幌 - らーめん きちりん（2013年10月 - 2014年9月）
- 東京 - 肉そば けいすけ（2014年10月 - 2015年1月）
- 森 - ラーメン次郎長（2008年10月 - 2009年9月、2015年1月 - 2017年3月）
- 帯広 - らーめん炙亭 ぼたん
- 新潟 - らーめん 潤